# Хантер Бајден
Роберт Хантер Бајден (енгл. Robert Hunter Biden; Вилмингтон, 4. фебруар 1970) амерички је уметник и правник. Други је син бившег председника САД Џоа Бајдена и његове прве супруге Нејлије Хантер Бајден. Такође је инвеститор у хеџ фонд, ризични капитал и фондове приватног капитала, док је раније радио као лобиста, банкар, службеник јавне управе и регистровани адвокат лобистичке фирме.
Отпуштен је из резервног састава Морнарице САД убрзо након свог доласка због неуспелог теста на дрогу. Био је у Одбору Бурсима холдингса, једног од највећих приватних произвођача земног гаса у Украјини, од 2014. до истека мандата у априлу 2019. Првих месеци 2019. заједно је са својим оцем био предмет тврдњи о коруптивним активностима, које је покренуо актуелни председник САД Доналд Трамп и његови савезници, у вези са пословањем Хантера Бајдена у Украјини и напорима Џоа Бајдена у борби против тамошње корупције у име САД у време док је био потпредседник. Био је члан управног одбора BHR Partners, кинеског инвестиционог предузећа. Године 2020. почео је да представља уметничка дела као сликар.
У октобру 2020. New York Post је објавио чланак о лаптоп-рачунару за који је тврдио да је припадао Хантеру Бајдену. Лаптоп је садржао око 129.000 мејлова и другог материјала, али Post није пружио доказе о ланцу чувања или аутентичности уређаја. Други медији су одбили да објаве причу због недостатка доказа. У марту 2022. анализа новина The New York Times је закључила да су неки од мејлова пронађених на уређају вероватно аутентични.

## Детињство и младост
Рођен је 4. фебруара 1970. године у Вилмингтону, у Делаверу. Други је син Нејлије Бајден (рођ. Хантер) и Џоа Бајдена. Његова мајка а и млађа сестра Наоми погинуле су у саобраћајној несрећи 18. децембра 1972. године. Он и његов старији брат Бо такође су тешко повређени, али су преживели. Бо је задобио вишеструке сломљене кости, док је Хантер задобио фрактуру лобање и тешке трауматске повреде мозга. Обојица су провели неколико месеци у болници, где је њихов отац положио заклетву у Сенату САД у јануару 1973. године. Хантер и Бо су касније охрабрили свог оца да се поново ожени, а Џил Џејкобс је постала њихова маћеха 1977. године. Њихова полусестра Ешли рођена је 1981. године.
Као и његов отац и брат, похађао је католичку средњу школу Академију Арчмер у Клејмонту, у Делаверу. Дипломирао је историју на Универзитету Џорџтаун 1992. године. Током године након што је дипломирао, служио је као језуитски добровољац у цркви у Портланду, у Орегону, где је упознао Кетлин Буле, којом се оженио 1993. године. Након што је годину дана похађао Правни центар Универзитета Џорџтаун, прешао је на Правни факултет Универзитета Јејл и дипломирао 1996. године.

## Афера "лаптоп"
У октобру 2020. године, током последњих седмица пред председничке изборе у САД 2020., New York Post је објавио чланак, у коме су учествовали лични адвокат Доналда Трампа Руди Ђулијани и бивши главни стратег Стив Бенон, о лаптоп рачунару непознатог порекла и ланцу надзора за који се чинило да припада Хантеру Бајдену. Лаптоп је садржао е-пошту у којој је описано оно што је New York Post окарактерисао као „састанак” између Џоа Бајдена и Вадима Пожарског, саветника Бурисме, 2015. године, иако су сведоци оспорили ту карактеризацију. Е-пошта између Хантера Бајдена и Пожарског је касније потврђена.
Већина мејнстрим медија, аналитичара и обавештајних званичника довела је у питање истинитост чланка, због непознатог ланца чувања лаптопа и његовог садржаја, као и сумње да је можда био део руске кампање дезинформисања. Године 2022. Vox је известио да се никада није појавио ниједан доказ „да је процурели садржај лаптопа руска завера”. У марту 2022. The New York Times је известио да су пронашли мејлове „из кеша датотека за које се чини да потичу са лаптопа који је господин Бајден оставио у радионици за поправку у Делаверу”. Такође у марту, The Washington Post је известио да су два стручњака за безбедност потврдила истинитост хиљада мејлова наводно са лаптопа Хантера Бајдена. Међутим, „огромну већину података — и већину од скоро 129.000 мејлова које је садржао — није могао да верификује ниједан од двојице стручњака за безбедност који су прегледали податке за The Post.” Међу имејловима које је The Washington Post успео да потврди аутентичност је и мејл Пожарског који је био основа оригиналног чланка новина New York Post. У мају је NBC News објавио анализу копије хард диска који су добили од Ђулијанија и докумената које су републиканци објавили у два одбора Сената. Анализа је показала да је Бајденова фирма узела 11 милиона долара од 2013. до 2018. и брзо потрошила новац. Анализа је такође открила да је мали број Бајденових договора остварен.

## Приватни живот
Године 1993. оженио је Кетлин Буле. Заједно имају три ћерке: Наоми, Финеган и Мејси. Развели су се 2017. године. Године 2016. ушао је у везу са Хали Бајден, удовицом свог брата Боа. Раскинули су 2019. године.
Такође има ћерку са Лунден Алексис Робертс која је рођена у августу 2018. у Арканзасу. Робертсова је у мају 2019. поднела тужбу за утврђивање очинства, која је решена у марту 2020. за неоткривени износ.
У мају 2019. оженио се јужноафричком редитељком Мелисом Коен. Њихов син Бо рођен је у марту 2020. у Лос Анђелесу.

### Злоупотреба дрога и алкохола
Читав живот се борио злоупотребом дрога и алкохола, а своју борбу је детаљно описао у мемоарима Beautiful Things (срп. Лепе ствари). Верује да се његова зависност може повезати са траумом од саобраћајне несреће 1972. у којој су му погинуле мајка и сестра. Током протекле две деценије, био је неколико на рехабилитацији, са дугим периодима трезвености. Након смрти брата Боа, његова зависност је ескалирала, а тврди да је „пушио крек сваких 15 минута”. Детаљна анализа хард диска Хантера Бајдена показала је да су Бајдену и његовој фирми плаћено 11 милиона долара од 2013. до 2018. године, а средства су подстакла његову зависност. У својим мемоарима, рекао је да се новац од Бурисме „претворио у главни покретач током одласка у зависност”, те да га је „прогонио да трошим непромишљено, опасно, деструктивно. Понижавајуће. Тако да сам и трошио”. Почетком 2019. године имао је интервенцију.